# Мюнхенский метрополитен
Мю́нхенский метрополите́н (нем. U-Bahn München) является вместе с Мюнхенской городской электричкой основой общественного транспорта в Мюнхене. Метро в Мюнхене было открыто 19 октября 1971 года и на данный момент имеет сеть длиной 103,1 км с 100 станциями. Плотность станций на 1000 жителей является одной из самых высоких в мире. Благодаря стопроцентной оснащённости станций лифтами, траволаторами и эскалаторами, а также продуманной системе пересадок мюнхенское метро считается одним из самых удобных в Европе. Мюнхенское метро обслуживается фирмой «Мюнхенское транспортное общество» (MVG), входящей в тарифное объединение «Мюнхенский транспортный и тарифный союз» (MVV).

## История

### Ранние планы
Ещё в 1905 году возник план по строительству подземной железной дороги от Главного вокзала до Восточного вокзала (примерно по пути современной центральной ветки мюнхенской городской электрички), а также кольцевой ветки вокруг старого города. Однако для пассажиропотока тех лет эти планы были слишком амбициозными. С транспортировкой пассажиров полумиллионного города тогда всё ещё справлялись трамваи и эти планы были забыты.
В 1928 году снова появился план заменить трамваи на метро, но мировой экономический кризис помешал реализовать эти планы. Сеть должна была состоять из пяти линий, и была бы примерно похожа на сегодняшнюю.
В 1936 году в Третьем рейхе была запланирована сеть подземных железных дорог для «столицы НСДАП», и даже уже начиналось строительство. 22 мая 1938 года на Линдвурмштрассе проходило празднование начала строительства туннеля, который оповещал о начале конца трамвая. Сегодняшний туннель линий U3 и U6 между станциями Sendlinger Tor и Goetheplatz (включая станцию) к 1941 году был почти построен, но как часть трассы городской электрички; в том же году он должен был получить первые поезда. Но нехватка ресурсов во время Второй мировой войны привела к остановке строительства. Во время войны туннель служил как бомбоубежище, о чём ещё сегодня свидетельствуют надписи на стенах туннеля. После войны он использовался для выращивания грибов или был заполнен развалинами домов.

### Планы после Второй мировой войны
Вскоре после войны в муниципалитете Мюнхена высказывались предложения за планирование системы скоростного общественного транспорта в Мюнхене, однако, новая фаза планирования начиналась лишь в 1953 году с образования «общества исследований строительства Мюнхенской надземной и подземной железной дороги». Но на первом месте стояла реконструкция трамвайной сети, так что денег на метро не было. Планирование метро в Мюнхене постоянно откладывалось, в то время как уличное движение было все больше загружено и движение трамваев в центре города все чаще стопорилось. Средняя скорость трамвая была частично от 4 до 13 км/ч, между Karlsplatz и Marienplatz проходило 62 трамвая в час. Быстрый рост населения в 50-е годы, примерно 50 000 людей в год, и возрастающая моторизация внесли свою часть хаоса в уличное движение.
Между 1955 и 1959 годами разрабатывались различные планы, в том числе скоростной трамвай, который должен был проходить в центре города под землёй. 15 декабря 1959 года муниципалитет решил освободить центр города от трамваев, перенеся их в туннели, а на окраинах трамваи должны были бы ходить дальше на существующих трассах.
Кроме того, был спор, что должно проходить на трассе между Восточным и Главным вокзалом, городская электричка или метро. Лишь в 1963 году договорились на городскую электричку. Также долго спорили, где должны были пересекаться метро и городская электричка, на Karlsplatz или на Marienplatz. Наконец, выбрали Мариенплац — исторический центр города.
В 1963 году муниципалитет принял план развития общественного транспорта, который предусматривал наряду со строительством городской электрички, четыре подземных туннеля для трамваев в центре города общей длиной 35 км, которые должны были лишь с 1990 года начать перестраиваться в настоящее метро.
Все же, уже в 1964 году решили, что будут строить линию  между станциями Harras и Freimann сразу как метро, а также перепроверили ещё раз другие трассы. Наконец, 16 июня 1965 года, возрастающее автомобильное движение в городе принудило муниципалитет к утверждению первой линии метро. Проект предусматривал четыре основных туннеля, которые должны были разветвляться на окраинах. Но сегодняшняя сеть метрополитена не совсем совпадает с планами тех лет.
Планы кольцевой линии метро были отклонены, так как тангенциальный пассажиропоток был слишком низок, однако, при строительстве основного туннеля городской электрички на станции Rosenheimer Platz учитывалась возможность пересадки на метро. Сегодня тангенциальные потоки пассажиров принимает трамвай.

### Строительство метрополитена
1 февраля 1965 года на будущей станции Nordfriedhof (запланирована как Schenkendorfstraße) в то время премьер-министр Баварии Альфонс Гоппель и обер-бургомистр Мюнхена Ханс-Йохен Фогель объявили о начале строительства метрополитена. В 1966 году, после того как Мюнхен был выбран местом проведения XX летних Олимпийских игр 1972 года, были изменены планы линий (линия  к Олимпийской деревне) и ускоренно строительство (первоначально открытие метрополитена было запланировано на 1974 год).
7 октября 1970 года было принято решение строить три, а не четыре основных туннеля в центре по две линии, которые на окраине разветвляются. С одной стороны, причиной были высокие издержки подземных сооружений тесно застроенного исторического центра города, с другой стороны, улучшение сети меньшим количеством пересадок. Уменьшение количества в основных туннелей сильно повышало экономичность метро. Вместе с другими изменениями должно было быть сэкономлено около полумиллиарда марок.
Запланированная тогда сеть линий была осуществлена, в её основных чертах, в следующих двух десятилетиях, лишь на окраинах имелись изменения. Ядро сети должно было быть внутренне-городским треугольником из станций Hauptbahnhof, Odeonsplatz и Sendlinger Tor, который должен был делать возможным оптимальную пересадку между всеми линиями метрополитена и основным туннелем городской электрички на станциях Hauptbahnhof, Karlsplatz (Stachus) и Marienplatz. Тогда было запланировано три стадии строительства, которые к 2010 году были почти выполнены.
Уже летом 1967 году на участке между станциями Alte Heide и Studentenstadt проводили первые пробные поездки на прототипах поездов. Как депо временно служил запасной путь к северу от станции Alte Heide. В 1969 году пути были подведены к депо в Fröttmaning, на этом участке был сделан гейт между метрополитеновской и железнодорожной сетью (к югу от станции Freimann), по которому привезённые по железной дороге вагоны метро загоняются в метрополитен.

### Открытие метро
19 октября 1971 года Мюнхенское метро было введёно в эксплуатацию. Первый пусковой участок линии , между Kieferngarten и Goetheplatz, был длиной в 12 км и состоял из 13 станций. К Олимпийским играм 1972 года открылась Мюнхенская городская электричка, и через десять дней, 8 мая 1972 года, вторая линия  от Münchner Freiheit до Olympiazentrum («Олимпийская линия»). Он стал третьим метрополитеном Германии — после Берлинского (18 февраля 1902 года) и Гамбургского метрополитена (15 февраля 1912 года).
На время Олимпийских игр в Мюнхене, у Нюрнбергского метрополитена были взяты взаймы четыре поезда типа DT1, которые были конструктивно идентичны к мюнхенским поездам типа A. Во время Олимпийских игр линия  ходила между Goetheplatz и Olympiazentrum с интервалом в 5 минут, при важных мероприятиях такт учащался до 2,5 минут. За 17 дней было перевезено около 4 млн пассажиров.

### Хроника постройки участков метро[3]
| Дата открытия   | Линия       | Участок                                                                           | Длина   |
| --------------- | ----------- | --------------------------------------------------------------------------------- | ------- |
| 19 октября 1971 | U6          | Kieferngarten — Goetheplatz                                                       | 12,0 км |
| 8 мая 1972      | U3          | Münchner Freiheit — Olympiazentrum                                                | 4,0 км  |
| 22 ноября 1975  | /           | Goetheplatz — Harras                                                              | 2,7 км  |
| 28 мая 1978     | /           | Poccistraße                                                                       | 0,0 км  |
| 18 октября 1980 | U2          | Scheidplatz — Neuperlach-Süd                                                      | 16,0 км |
| 16 апреля 1983  | U6          | Harras — Holzapfelkreuth                                                          | 2,7 км  |
| 28 мая 1983     | U1          | Hauptbahnhof — Rotkreuzplatz                                                      | 3,3 км  |
| 10 марта 1984   | U5          | Westendstraße — Karlsplatz (Stachus) (4,6 км) + соединительная ветвь с / (1,4 км) | 6,0 км  |
| 1 марта 1986    | U5          | Karlsplatz (Stachus) — Odeonsplatz                                                | 0,7 км  |
| 24 марта 1988   | U5          | Westendstraße — Laimer Platz                                                      | 1,4 км  |
| 27 октября 1988 | U5 · U4     | Odeonsplatz — Innsbrucker Ring (4,1 км) + Max-Weber-Platz — Arabellapark (3,6 км) | 7,7 км  |
| конец 1988      | Электродепо | расширение пункта технического обслуживания                                       | 0,3 км  |
| 28 октября 1989 | U3          | Implerstraße — Forstenrieder Allee                                                | 6,1 км  |
| 1 июня 1991     | U3          | Forstenrieder Allee — Fürstenried-West                                            | 1,9 км  |
| 22 мая 1993     | U6          | Holzapfelkreuth — Klinikum Großhadern                                             | 2,9 км  |
| 20 ноября 1993  | U2          | Scheidplatz — Dülferstraße                                                        | 5,0 км  |
| 30 июня 1994    | U6          | Kieferngarten — Fröttmaning                                                       | 1,0 км  |
| 28 октября 1995 | U6          | Fröttmaning — Garching-Hochbrück                                                  | 3,8 км  |
| 26 октября 1996 | U2          | Dülferstraße — Feldmoching                                                        | 1,9 км  |
| 8 ноября 1997   | U1          | Kolumbusplatz — Mangfallplatz                                                     | 3,6 км  |
| 23 мая 1998     | U1          | Rotkreuzplatz — Westfriedhof                                                      | 2,0 км  |
| 29 мая 1999     | U2          | Innsbrucker Ring — Messestadt-Ost                                                 | 7,7 км  |
| 18 октября 2003 | U1          | Westfriedhof — Georg-Brauchle-Ring                                                | 0,8 км  |
| 31 октября 2004 | U1          | Georg-Brauchle-Ring — Olympia-Einkaufszentrum                                     | 0,5 км  |
| 14 октября 2006 | U6          | Garching-Hochbrück — Garching-Forschungszentrum                                   | 4,4 км  |
| 28 октября 2007 | U3          | Olympiazentrum — Olympia-Einkaufszentrum                                          | 2,2 км  |
| 11 декабря 2010 | U3          | Olympia-Einkaufszentrum — Moosach                                                 | 2,0 км  |

## Линии

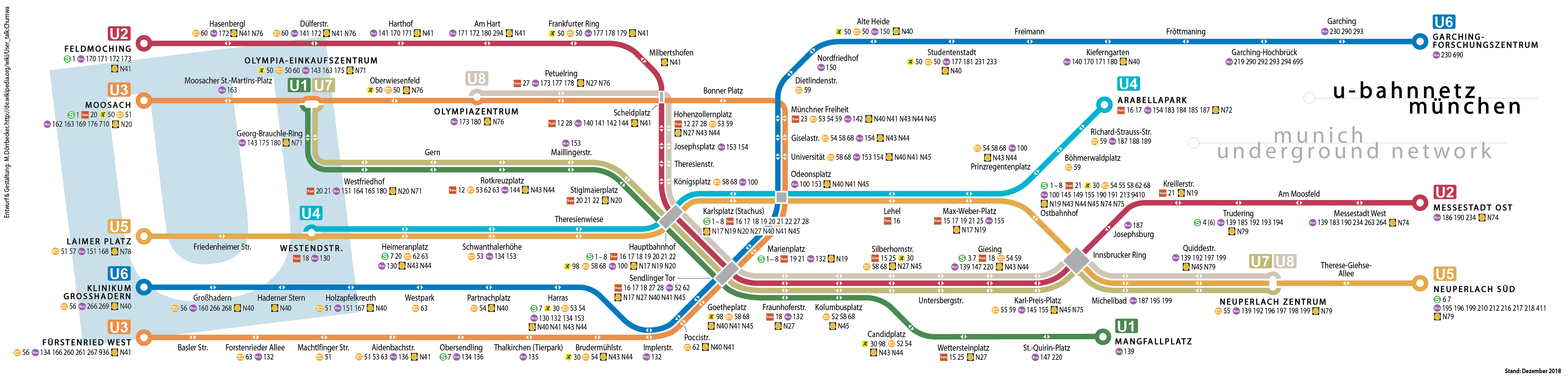
Сеть линий мюнхенского метро

Открытие мюнхенского метро было приурочено к мюнхенской Олимпиаде 1972. Более 90 % метро проходит под землей. В мюнхенском метро действует линейно-маршрутная система движения поездов. Маршруты различаются по цветам и номерам (U1-U6). Маршруты U1-U2, U3-U6, U4-U5 расположены на одной линии и используют общие пути в центре города, поэтому схема метро похожа на три линии с вилками на концах. Линия  является единственной линией, покидающей Мюнхен и заканчивается в Гархинге. Турникеты отсутствуют — билеты активируются при входе на станцию и проверяются контролерами. Длина сети Мюнхенского метрополитена составляет 103,1 километра и на ней расположены 100 станций. Скорость поездов на линиях достигает 80 км/ч, но средняя скорость мюнхенского метро составляет 36,7 км/ч. В час пик поезда ходят с пятиминутным интервалом, в остальное время каждые 10 минут. Метро работает примерно с 4:00 до 01:00 в рабочие дни, в ночи на выходные на час дольше, до 2:00.
| Линия                 | Маршрут | Длина     | Количество станций | Среднее расстояние между станциями | Время в пути             |
| --------------------- | --- | --------- | ------------------ | ---------------------------------- | ------------------------ |
|                       | Olympia-Einkaufszentrum — Westfriedhof — Rotkreuzplatz — Hauptbahnhof — Sendlinger Tor — Kolumbusplatz — Mangfallplatz                                                                                                   | 12,185 км | 15                 | 870 м                              | 20 мин                   |
|                       | Feldmoching — Harthof — Scheidplatz — Hauptbahnhof — Sendlinger Tor — Kolumbusplatz — Giesing — Innsbrucker Ring — Trudering — Messestadt Ost                                                                            | 24,377 км | 27                 | 938 м                              | 39 мин                   |
|                       | Moosach — Olympia-Einkaufszentrum — Olympiazentrum — Scheidplatz — Münchner Freiheit — Odeonsplatz — Marienplatz — Sendlinger Tor — Implerstraße — Obersendling — Fürstenried West                                       | 21,444 км | 25                 | 893 м                              | 36 мин                   |
|                       | Westendstraße — Heimeranplatz — Theresienwiese — Hauptbahnhof — Karlsplatz (Stachus) — Odeonsplatz — Max-Weber-Platz — Arabellapark                                                                                      | 9,245 км  | 13                 | 770 м                              | 15 мин                   |
|                       | Laimer Platz — Westendstraße — Heimeranplatz — Theresienwiese — Hauptbahnhof — Karlsplatz (Stachus) — Odeonsplatz — Max-Weber-Platz — Ostbahnhof — Innsbrucker Ring — Neuperlach Zentrum — Neuperlach Süd                | 15,435 км | 18                 | 908 м                              | 25 мин                   |
|                       | (Garching-Forschungszentrum —) Fröttmaning — Münchner Freiheit — Odeonsplatz — Marienplatz — Sendlinger Tor — Implerstraße — Harras — Klinikum Großhadern                                                                | 27,416 км | 26 (23 в городе)   | 1097 м (860 м в городе)            | 42 мин (33 мин в городе) |
|                       | Westfriedhof — Rotkreuzplatz — Hauptbahnhof — Sendlinger Tor — Kolumbusplatz — Giesing — Innsbrucker Ring — Neuperlach Zentrum (дополнительная линия, ходит с понедельника до пятницы с 7:00 до 9:00 и с 15:00 до 19:00) | 17 км     | 19                 | 894 м                              | 28 мин                   |
|                       | Olympiazentrum — Scheidplatz — Hauptbahnhof — Sendlinger Tor - Kolumbusplatz — Giesing — Innsbrucker Ring — Neuperlach Zentrum (дополнительная линия, ходит в субботу с 11:00 до 20:00)                                  | 16 км     | 19                 | 842 м                              | 27 мин                   |
| (линия проектируется) | Garching-Forschungszentrum — Fröttmaning — Münchner Freiheit — Pinakotheken - Hauptbahnhof - Implerstraße - Harras - Klinikum Großhadern - Martinsried                                                                   | +-28 км   | 26 (? в городе)    | 1076 м (? в городе)                | ? мин                    |

## Станции

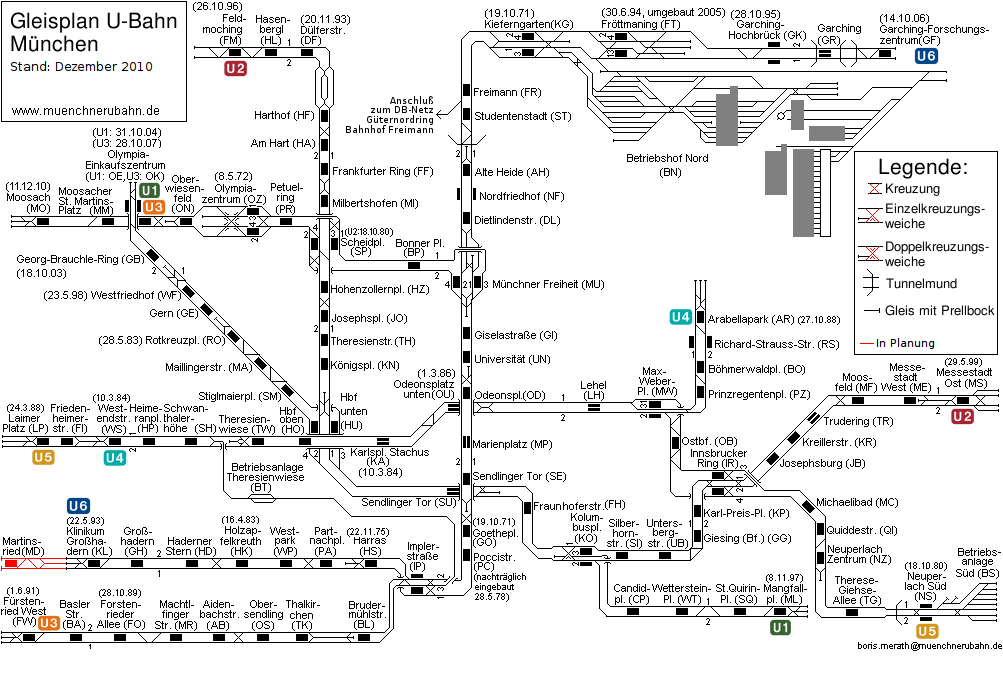
Схема путей Мюнхенского метрополитена

На данный момент в мюнхенском метрополитене 100 станций. В основном все станции подземные, за исключением одной на эстакаде «Neuperlach Süd» () и пяти наземных «Studentenstadt», «Freimann», «Kieferngarten», «Fröttmaning» и «Garching-Hochbrück» (). Станции обычно имеют два выхода, на обоих концах платформы.
Длина платформ на станциях около 120 метров, исключая «Goetheplatz» длиной 135 метров (/), так как станция в основном была построена в 1938—1941 годах для городской электрички (нем. S-Bahn), которая должна была проходить с севера на юг по сегодняшней линии . Большая часть станций имеет островную платформу, кроме «Olympia-Einkaufszentrum» (), «Richard-Strauss-Straße» (), «Neuperlach Süd» (), «Nordfriedhof» и «Garching-Hochbrück» (), где платформы расположены по краям станции, разделённые путями. Все станции оборудованы лифтами, а также траволаторами или эскалаторами.
На 40 станциях оборудовано 50 пунктов с дефибрилляторами — аппаратами для оказания первой помощи при остановке сердца. В дальнейшем собираются их установить на всех станциях метро (май 2011).
Из вестибюля некоторых станций метро («Marienplatz», «Münchner Freiheit», «Hauptbahnhof», «Karlsplatz (Stachus)», «Dülferstraße» и «Olympia-Einkaufszentrum») можно непосредственно войти к примыкающим торговым центрам.

### Сотовая связь в метро
С 8 сентября 2009 года на станциях («Hauptbahnhof», «Sendlinger Tor», «Odeonsplatz», «Marienplatz», «Karlsplatz (Stachus)» и «Theresienwiese») и в туннелях между ними доступна мобильная связь стандарта GSM и UMTS. Также с 16 ноября 2009 года на участке между станциями «Sendlinger Tor» и «Messestadt Ost» и с 21 декабря 2009 года на участке между станциями «Odeonsplatz» и «Garching-Hochbrück» доступна мобильная связь. С 2 июля 2011 года мобильная связь доступна на всех станциях мюнхенского метрополитена, кроме двух станций в Гархинге.

## Общие технические данные

### Техника
В Мюнхенском метрополитене используется стандартная колея шириной 1435 мм. Питание поездов электричеством осуществляется через третий рельс, установленный сбоку от колеи. Используется постоянный ток напряжением 750 вольт.

### Подвижной состав
В метро Мюнхена используется три поколения поездов. Самые старые поезда (тип A, построены в 1967—1983) раньше подходили и для метро Нюрнберга. Города «одалживали» их друг другу в особых случаях — во время XX летних Олимпийских игр в Мюнхен в 1972 году, Нюрнбергской рождественской ярмарки в 1978 году, визита папы римского в Мюнхен в 1980 году. Сейчас такой обмен технически невозможен. Второе поколение (тип В, построены в 1981—1995), и третье поколение (тип С, с 2000 года).
|                |                                   | Тип A                    | Тип B               | Тип C                 |
| -------------- | --------------------------------- | ------------------------ | ------------------- | --------------------- |
|                |                                   |                          |                     |                       |
| Кол-во вагонов | короткий (нем. Kurzzug): 2 вагона | +                        | +                   | -                     |
| Кол-во вагонов | полный (нем. Vollzug): 4 вагона   | +                        | +                   | -                     |
| Кол-во вагонов | длинный (нем. Langzug): 6 вагонов | +                        | +                   | +                     |
| Завод          | Завод                             | MAN, O&K, Rathgeber, WMD | DWA, MAN, MBB       | Siemens               |
| Производство   | Производство                      | 1967—1983                | 1981—1995           | с 2000                |
| Тара           | Тара                              | 51,6-53,2 т              | 56-58,5 т           | 164 т                 |
| Длина          | Длина                             | 37150 мм                 | 37150 мм            | 115000 мм             |
| Ширина         | Ширина                            | 2900 мм                  | 2900 мм             | 2900 мм               |
| Высота         | Высота                            | 3550 мм                  | 3550 мм             | 3550 мм               |
| Скорость       | Скорость                          | 80 км/ч                  | 80 км/ч             | 80 км/ч               |
| Ускорение      | Ускорение                         |                          |                     | 1,3 м/с²              |
| Замедление     | Замедление                        |                          |                     | 1,3 м/с²              |
| Мощность       | Мощность                          | 4×180 кВт = 720 кВт      | 4×195 кВт = 780 кВт | 24×100 кВт = 2400 кВт |
| Сидячих мест   | Сидячих мест                      | 98                       | 98                  | 252                   |
| Стоячих мест   | Стоячих мест                      | 192                      | 192                 | 660                   |
| Количество     | Количество                        | 179 штук по 2 вагона     | 58 штук по 2 вагона | 18 штук               |

### Электродепо
По всей сети находятся между станциями и, прежде всего, на конечных станциях, стояночные пути, в которых поезда остаются на ночь и вне час пик. Кроме того, «Мюнхенское транспортное общество» поддерживает три депо, одно из которых также пункт технического обслуживания.
- депо и пункт технического обслуживания Фрёттманинг (нем. Technische Basis in Fröttmaning)
- депо Зюд (нем. Betriebsanlage Süd)
- депо Терезиенвизе (нем. Betriebsanlage Theresienwiese)

## Планы развития

### Проектируются
Продление линии  от станции «Klinikum Großhadern» до станции «Martinsried», длина 1,3 км. Открытие запланировано на 2014/15 год.

### Планируются
Продление линии  от станции «Arabellapark» через станции «Cosimapark» и «Fideliopark» до станции «Englschalking» , длина 1,9 км.
Продление линии  от станции «Laimer Platz» через станции «Willibaldstraße» и «Am Knie» до станции «Pasing» , длина 3,6 км.
Линия  от станции «Martinsried» до станции «Garching-Forschungszentrum», длина ±28 км. Постройка запланирована на 2030-2040 года, открытие на 2040-2050 года. Источник: https://www.mvg.de/ueber/mvg-projekte/bauprojekte/u9.html

### Возможное продление
Продление линии  от станции «Olympia-Einkaufszentrum» до станции «Fasanerie» .
Продление линии  от станции «Mangfallplatz» через станцию «Laurinplatz» до станции «Krankenhaus Harlaching».
Продление линии  от станции «Moosach»  до станции «Untermenzing» .

## Интересный факт
Расстояние от станции до станции такое короткое, что следующую станцию можно увидеть из тоннеля предыдущей станции

## Стоимость проезда, виды билетов (Декабрь 2016 г.)[8]
- Билет на короткое расстояние (нем. Einzelfahrkarte Kurzstrecke): 4 остановки на автобусе или трамвае или две остановки на метро или электричке стоит 1,40 €.
- Более длинная поездка в одной зоне (нем. Einzelfahrkarte) обойдется 2,70 €. Для детей от 6 до 14 лет на любое расстояние стоит 1,30 €.
- Дешевле купить за 13,00 € «штрайфенкарте» (нем. Streifenkarte) (блок из 10 билетов-полосок) и компостировать 1 полоску (1,30 €) за одну поездку на короткое расстояние или две полоски (2,60 €) за более длинную поездку в одной зоне. На детей от 6 до 14 лет всегда 1 полоска (1,30 €) на любое расстояние. На детей от 15 до 21 года 1 полоска (1,30 €) для одной зоны, 2 для двух, 3 для трёх и 4 для четырёх зон и более.
- Выгодно купить дневной билет за 6,40 € на одного человека (нем. Single-Tageskarte) или за 12,20 € до 5 человек (нем. Gruppen-Tageskarte) для «внутренней (белой) зоны» (нем. Innenraum (weiße Zone)); трехдневный билет стоит, соответственно, 16,00 и 28,20 €. Действительны до 6 утра следующего дня.
- Существуют проездные билеты на длительный срок (неделю, месяц или год) для обычных пассажиров и пассажиров, принадлежащих к различным социальным группам (школьники, студенты, пожилые люди и получатели социальной помощи).

Например: Можно купить за 21,10 € недельный билет (нем. Isarcard - Wochenkarte) на одного человека для поездок в пределах 4 колец (нем. Ring) «внутренняя зона» (нем. Innenraum), но этот билет действителен только начиная с понедельника и будет действителен только до следующего понедельника 12 часов дня. Также на этом билете в сопровождении взрослого можно провезти 3 детей в возрасте до 14 лет, кроме с понедельника до пятницы с 6 до 9 утра.

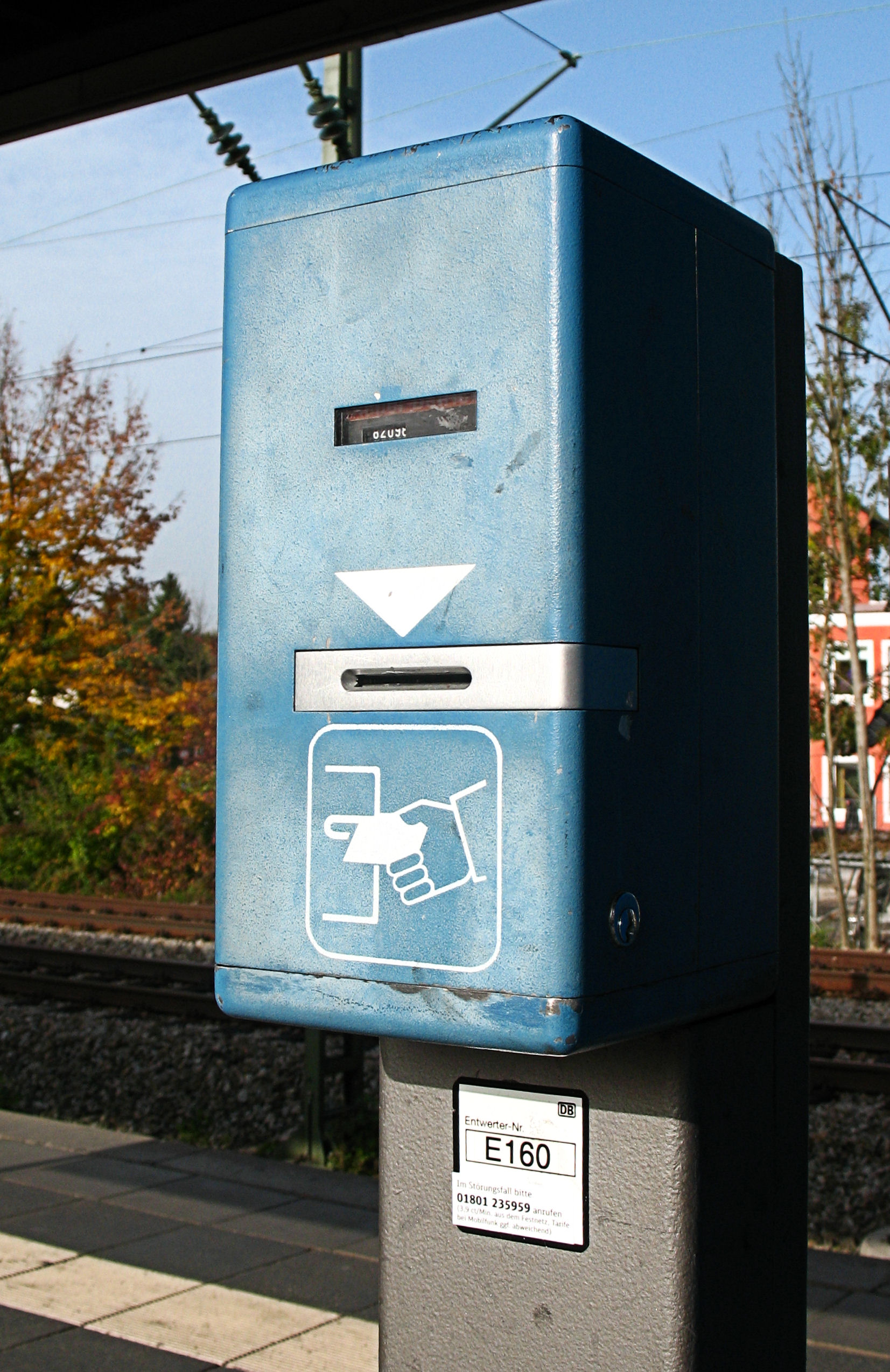
Компостер билетов

Для детей до 6 лет в сопровождении взрослого проезд бесплатный. Для детей от 6 до 14 лет доступны специальные льготные тарифы. Билеты действительны для электрички (нем. S-Bahn), метро (нем. U-Bahn), трамваев (нем. Tram) и автобусов (нем. Bus). С помощью специальных аппаратов (на илл.) при входе на станции или в автобусах и трамваях на билетах должно быть проставлено время начала их использования. Штраф за безбилетный проезд (или не прокомпостированный билет) — 60 €.
Для велосипедов с шинами более 20 дюймов требуется действительный дневной билет по цене 3,30 €. Он действителен в течение целого дня на любое количество поездок до 6 утра следующего дня. Поездки с велосипедами запрещены в рабочие дни, в часы пик, с понедельника по пятницу с 6 - 9 утра и 4 - 6 часов вечера.